# John Chibuike
John Chibuike (Enugu, 10 ottobre 1988) è un ex calciatore nigeriano, di ruolo centrocampista o attaccante.

## Caratteristiche tecniche
È un trequartista dotato di buona tecnica.

## Carriera

### Club
Ha iniziato la carriera con gli Enugu Rangers, prima di essere acquistato dagli svedesi dell'Häcken. Ha debuttato nell'Allsvenskan il 5 maggio 2009, sostituendo Janne Saarinen nel pareggio casalingo per 2-2 contro lo Halmstad. Il 27 settembre dello stesso anno ha segnato la prima rete nel 2-2 contro l'Örebro.
Il 29 agosto 2011 è stato ufficializzato il suo trasferimento ai norvegesi del Rosenborg Il calciatore si è legato al nuovo club con un contratto dalla durata di tre anni e mezzo.
Il 5 luglio 2014, il Rosenborg ha confermato la sua cessione ai turchi del Gaziantepspor, trasferimento soggetto al buon esito dei test medici.
L'11 agosto 2016 ha fatto ritorno in Svezia per militare nelle file dell'AIK. In poco meno di tre mesi ha collezionato 7 presenze, subentrando dalla panchina in tutti i casi, prima di lasciare la squadra complice il poco spazio a disposizione.
Nel gennaio 2017 ha firmato con gli israeliani dell'Hapoel Tel Aviv, ma nel giugno successivo si è trasferito in Turchia al Samsunspor con cui ha disputato la Süper Lig 2017-2018. Dopo aver rescisso con il club turco, nell'estate 2018 è approdato in Kazakistan all'Ertis, squadra della città di Pavlodar. Qui ha giocato fino a novembre, quando la squadra – che aveva chiuso al terzultimo posto – ha ottenuto la salvezza dopo gli spareggi.
Nel marzo 2019 ha iniziato la sua terza parentesi nel campionato svedese (dopo quelle con le maglie di Häcken e AIK) con l'ingaggio da parte del Falkenberg, squadra neopromossa in Allsvenskan. È rimasto svincolato al termine della stagione 2020, conclusa dal Falkenberg con la retrocessione in Superettan.